# Kepler-47 c
Kepler-47 c, formellement Kepler-47 (AB) c, est une exoplanète en orbite autour du système binaire Kepler-47 dans la constellation du Cygne. Il s'agit donc d'une planète circumbinaire.
Le système, qui comporte une autre planète, Kepler-47 b, se trouve à environ 4 900 années-lumière de la Terre. Ce système binaire est le premier de ce type où l'on a découvert plus d'une planète circumbinaire.

## Découverte
Kepler-47 c, ainsi que Kepler-47 b, ont d'abord été découvertes à la fois par des scientifiques de la NASA et de l'Université de Tel-Aviv en Israël, à l'aide du télescope spatial Kepler,. Par ailleurs, les caractéristiques des deux planètes ont été identifiées par une équipe d'astronomes de l'Observatoire McDonald, propriété de l'Université du Texas à Austin,. Les deux planètes ont été découvertes à la suite d'un transit devant leurs étoiles parentes et elles semblent orbiter toutes les deux dans le même plan.
Les deux étoiles parentes, Kepler-47 A et Kepler-47 B, orbitent l'une autour de l'autre en 7,45 jours. Kepler-47 A est la plus grande et la plus brillante des deux, mesurant à peu près la même taille du Soleil pour environ 84 % de sa luminosité. Kepler-47 B possède quant à elle à peine plus de 36 % de la taille du Soleil et un pour-cent de sa luminosité.

## Propriétés
Kepler-47 c parcourt une orbite complète autour de ses étoiles parentes en 303 jours environ et elle se trouve dans la zone habitable du système. Cependant, des études montrent qu'il s'agit très probablement d'une planète géante gazeuse, n'étant donc a priori pas capable d'abriter des formes de vie complexe.
Toutefois, si elle possédait d'hypothétiques exolunes, avec les bonnes propriétés, celles-ci pourraient accueillir la vie,.
Kepler-47 c est légèrement plus grande que la planète Neptune, mesure environ 4,6 fois la taille de la Terre et pourrait posséder une atmosphère dense composée de vapeur d'eau.

## Signification
Avant la découverte de Kepler-47 c, on pensait que les étoiles binaires avec plusieurs planètes ne pouvaient pas exister. Des perturbations gravitationnelles causées par les étoiles parentes amèneraient, croyait-on, les planètes à entrer en collision entre elles, à percuter une de leurs étoiles parentes ou bien encore à être éjectées de leurs orbites.
Cependant, cette découverte montre que plusieurs planètes peuvent bien se former autour d'étoiles binaires, y compris dans leur zone habitable. Aussi, bien que Kepler-47 c soit très probablement inhabitable, d'autres planètes susceptibles d'abriter la vie pourraient orbiter autour de systèmes binaires comparables à Kepler-47.